# Chuva É Cantoria na Aldeia dos Mortos
Chuva É Cantoria na Aldeia dos Mortos é um filme de drama luso-brasileiro, de 2018, dirigido por João Salaviza e Renée Nader Messora. Retrato dos indígenas brasileiros krahô, a obra estreou no Festival de Cannes em 16 de maio. A película adota o estilo docudrama e contou com a participação dos habitantes da aldeia Pedra Branca, da Terra Indígena Krahô.

## Sinopse
Ihjãc, um jovem da etnia Krahô, após a morte do pai, se recusa a se tornar xamã e foge para a cidade. Longe de seu povo e da própria cultura, Ihjãc enfrenta as dificuldades de ser um indígena no Brasil contemporâneo. 

## Elenco
- Henrique Ihjãc Krahô
- Raene Kôtô Krahô

## Prêmios

#### Cannes Int. Film Festival
Prémio do Júri - Un Certain Regard

#### Mar del PlataInt. Film Festival
Prémio Especial do Júri

#### Rio de Janeiro Int. Film Festival
Melhor Direção / Melhor Fotografia

#### Lima Film Festival
Melhor Filme / Melhor Fotografia

#### La Orquidea Film Festival
Melhor Primeira Obra

#### Minsk Int. Film Festival Listapad
Melhor Filme

#### Panorama Internacional Coisa de Cinema
Prémio IndieLisboa

#### Fidocs Int. Documentary Festival Santiago Chile
Menção Especial do Júri

## [2]Participação em Festivais
London BFI Film Festival
Munich Int. Film Festival
Viennale Int. Film Festival
Torino Film Festival
Vancouver Int. Film Festival
Santa Barbara Int. Film Festival
Film Fest Gent
Lincoln Center Neighboring Scenes
New Horizons Int. Film Festival
São Paulo Int. Film Festival
Göteborg Film Festival
Gijón Int. Film Festival
Marrakech Int. Film Festival
Havana Film Festival
Athens Film Festival
Istambul Film Festival
Cork Film Festival
Belgrade Auteur Film Festival
Festival Márgenes
Forumdoc Belo Horizonte
Cine Esquema Novo
Praga Febiofest
Festival Int. Pachamama Cinema de Fronteira
Festival Int. Pontevedra Novos Cinemas
Joburg Film Festival
Wales One World Film Festival
Semana de Cine Portugués Buenos Aires
Frames Festival Estocolmo